# Gaius Iulius Valerianus
Gaius Iulius Valerianus war ein im 2. Jahrhundert n. Chr. lebender Angehöriger der römischen Armee. Durch eine Inschrift, die in Lambaesis gefunden wurde, ist seine militärische Laufbahn bekannt.
Valerianus diente als Centurio in den folgenden Legionen (in dieser Reihenfolge): in der Legio IIII Scythica, die ihr Hauptlager in Zeugma in der Provinz Syria hatte, in der Legio XVI Flavia Firma, die ihr Hauptlager in Samosata ebenfalls in Syria hatte und zuletzt in der Legio III Augusta, die ihr Hauptlager in Lambaesis in Africa hatte. Sowohl in der Legio IIII Scythica als auch in der Legio XVI Flavia Firma erreichte er zwei verschiedene Positionen als Centurio.
Valerianus stammte aus der Provinz Syria. Er ließ die Inschrift zu Ehren des Iuppiter Optimus Maximus Heliopolitanus sowie für sein Heil und das Heil von Familienangehörigen errichten. In der Inschrift werden seine Frau Licinia Aquilina sowie sein Bruder Iulius Proculus, dessen Frau Varia Aquilina und deren gemeinsame Tochter Iulia Aquilina aufgeführt. Eine weitere Inschrift ließ er für seinen verstorbenen Freund Lucius Valerius Rufus errichten, der ebenfalls Centurio in der Legio III Augusta war.
Yann Le Bohec datiert die beiden Inschriften ins 2. Jahrhundert.